# Kerk aan de Ring

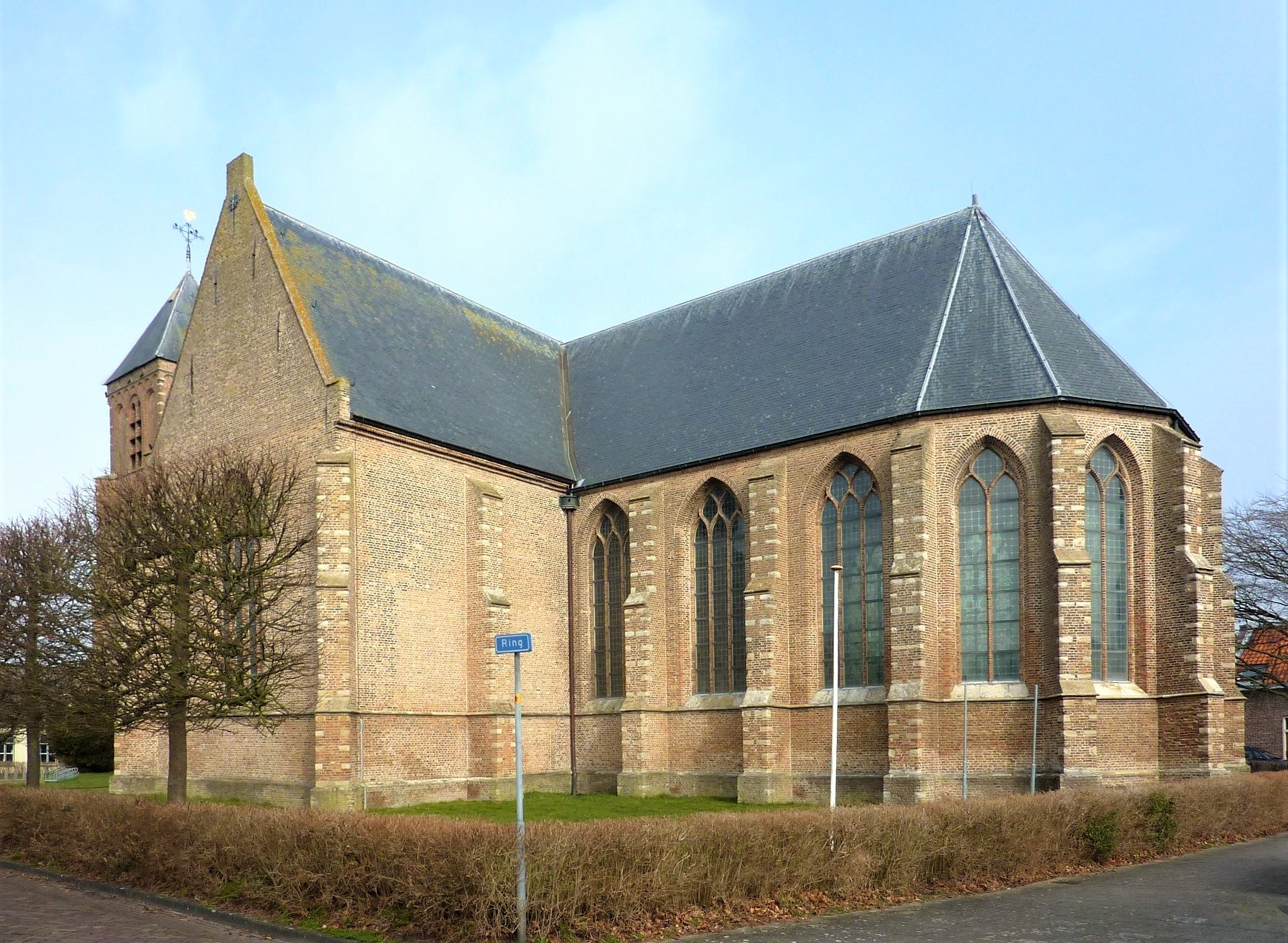
Die Kerk aan de Ring

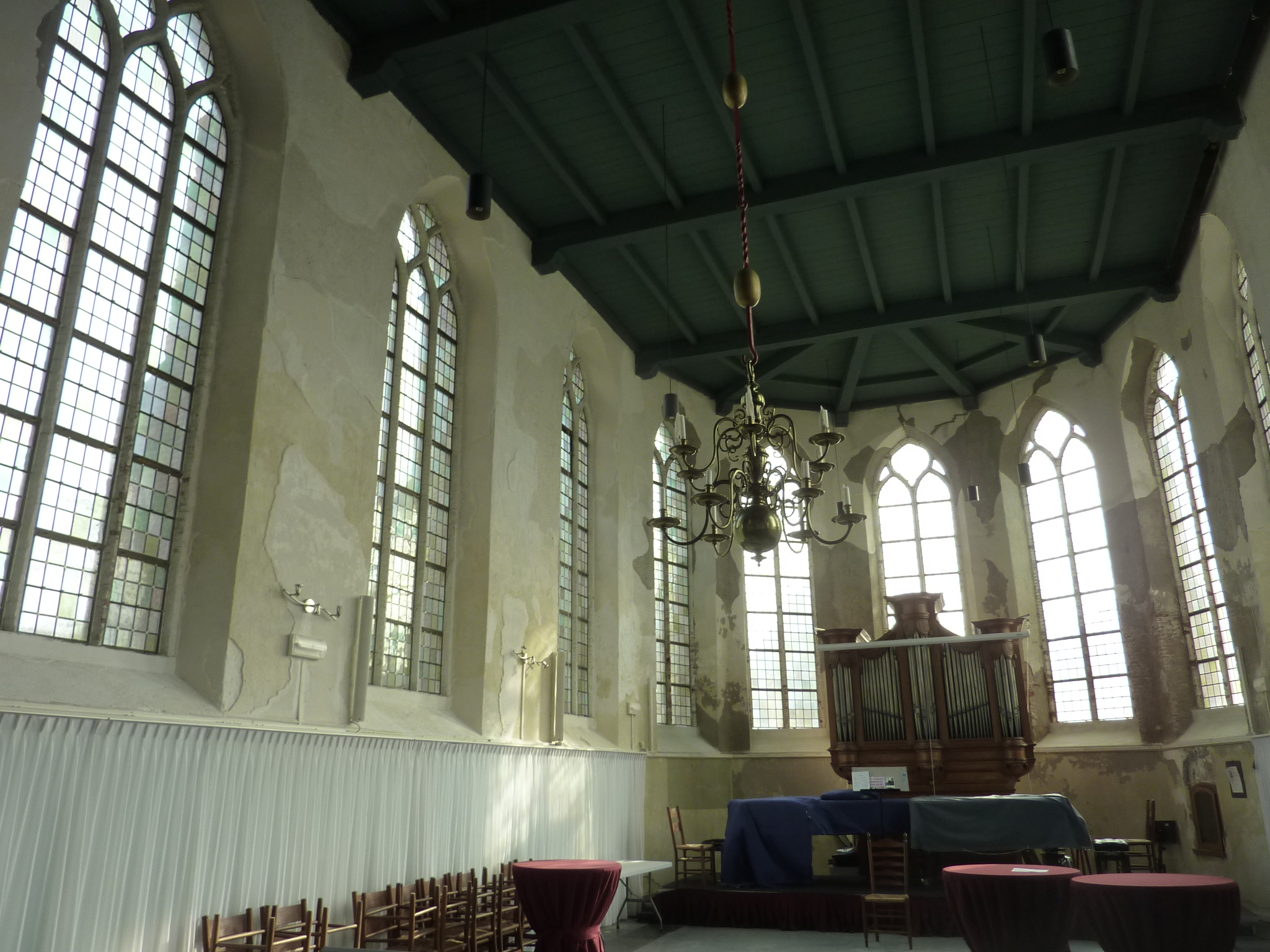
Inneres, Blick Richtung Chor

Die frühere reformierte Kerk aan de Ring („Kirche am Ring“) ist ein profaniertes Kirchengebäude in Hellevoetsluis (Gemeinde Voorne aan Zee) in der Provinz Südholland in den Niederlanden. Das Kirchengebäude ist als Rijksmonument eingestuft.

## Geschichte

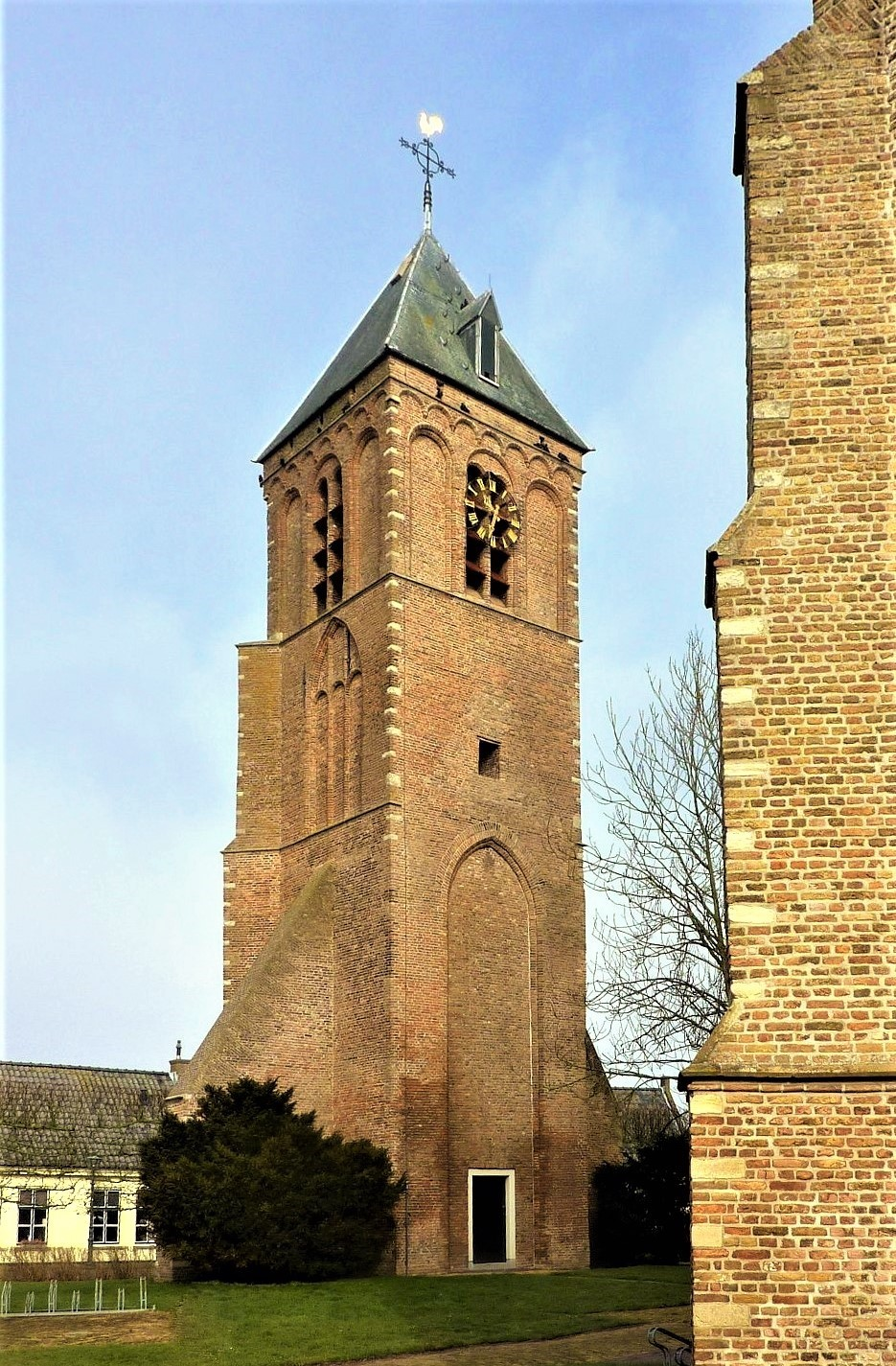
Freistehender Turm

Die Kerk aan de Ring  war bis zur Einführung der Reformation zu Ehren des heiligen Cornelius geweiht. Die Kirche bestand ursprünglich aus einem Langhaus mit einem anschließenden Querhaus und einem fünfseitig geschlossenen Chor im Osten. Der heute freistehende Turm wurde in der zweiten Hälfte des 15. Jahrhunderts erbaut und enthält eine von Cornelis Ouderogge 1634 gegossene Uhr. Das spätgotische Querhaus und der Chor wurden um 1500 errichtet. Das Schiff brannte vermutlich um 1575 nach einem Blitzeinschlag ab und wurde danach nicht wieder aufgebaut. Der Turm wurde 1927 und 1984 restauriert. Bei der Restaurierung der Kirche 1964/65 wurde am Querhaus ein Portal im neoklassizistischen Stil hinzugefügt. Zur Ausstattung gehören eine Kanzel aus dem Jahr 1807 und eine Orgel des Lütticher Orgelbauers Clerinx von 1845, die 1971 in der Kirche aufgestellt wurde.
Im Jahr 1999 wurde das Kirchengebäude von der reformierten Gemeinde aufgegeben und in eine Stiftung für kulturelle Zwecke überführt. Die Stiftung hat die Kirche im Januar 2022 an einen Projektentwickler verkauft und soll möglicherweise in Altenwohnungen umgebaut werden.